# Orimba buckleyi
Orimba buckleyi är en fjärilsart som beskrevs av Grose-smith 1898. Orimba buckleyi ingår i släktet Orimba och familjen Riodinidae. Inga underarter finns listade i Catalogue of Life.